# Desigualtat de Jackson
En la teoria d'aproximació, la desigualtat de Jackson és una desigualtat que limita el valor de la millor aproximació de la funció per polinomis algebraics o polinomis trigonomètrics en termes del mòdul de continuïtat o mòdul de suavitat de la funció o de les seves derivades. En termes informals, com més suau és la funció, millor es pot aproximar amb polinomis.

## Declaració: polinomis trigonomètrics
Per als polinomis trigonomètrics, el següent va ser demostrat per Dunham Jackson:
- Teorema 1: Si {\displaystyle f:[0,2\pi ]\to \mathbb {C} } és una {\displaystyle r} vegades diferenciable la funció periòdica tal que

{\displaystyle |f^{(r)}(x)|\leq 1,\quad 0\leq x\leq 2\pi ,}
llavors, per a cada enter positiur {\displaystyle n}, existeix un polinomi trigonomètric {\displaystyle T_{n-1}} de grau {\displaystyle n-1}, com a màxim, de tal manera que
{\displaystyle |f(x)-T_{n-1}(x)|\leq {\frac {C(r)}{n^{r}}},\quad 0\leq x\leq 2\pi ,}
on {\displaystyle C(r)} depèn només de {\displaystyle r}.
El teorema Akhiezer-Krein-Favard dona el fort valor de {\displaystyle C(r)} (anomenada la constant d'Akhiezer–Krein–Favard):
{\displaystyle C(r)={\frac {4}{\pi }}\sum _{k=0}^{\infty }{\frac {(-1)^{k(r+1)}}{(2k+1)^{r+1}}}~.}
Jackson també va demostrar la següent generalització del teorema 1:
- Teorema 2: Denoteu per {\displaystyle \omega (\delta ,f^{(r)})} el mòdul de continuïtat de la {\displaystyle r}-derivada de {\displaystyle f} amb un interval {\displaystyle \delta }. Aleshores es pot trobar un polinomi trigonomètric {\displaystyle T_{n}} de grau {\displaystyle \leq n} de tal manera que

{\displaystyle |f(x)-T_{n}(x)|\leq {\frac {C_{1}(r)\omega (1/n,f^{(r)})}{n^{r}}},\quad 0\leq x\leq 2\pi .}
Un resultat encara més general de quatre autors es pot formular com el següent teorema de Jackson.
- Teorema 3: Per a cada nombre natural {\displaystyle n}, si {\displaystyle f} és una funció contínua {\displaystyle 2\pi }-periòdica, llavors existeix un polinomi trigonomètric {\displaystyle T_{n}} de grau {\displaystyle \leq n} de tal manera que

{\displaystyle |f(x)-T_{n}(x)|\leq c(k)\omega _{k}\left({\frac {1}{n}},f\right),\quad x\in [0,2\pi ],}
on la constnat {\displaystyle c(k)} depend de {\displaystyle k\in \mathbb {N} },i {\displaystyle \omega _{k}} és el mòdul de suavitat d'ordre {\displaystyle k}.
Per a {\displaystyle k=1}, aquest resultat va ser demostrat per Dunham Jackson. Antoni Zygmund va demostrar la desigualtat en el cas quan {\displaystyle k=2,\omega _{2}(t,f)\leq ct,t>0} en 1945. Naum Akhiezer va demostrar la desigualtat en el cas quan {\displaystyle k=2} en 1956. Per a {\displaystyle k>2}, el resultat va ser demostrat per Sergey Stechkin en 1967.

## Altres observacions
Les generalitzacions i les extensions s'anomenen teoremes de tipus Jackson. Una conversió amb la desigualtat de Jackson és donada pel teorema de Bernstein. Vegeu també la teoria constructiva de la funció.